# Szent Mónika
Hippói Mónika (latinul: Monica) vagy egyházi nevén Szent Mónika, (Thagaste, 331 v. 332. – Ostia, 387 május 4.)  Szent Ágoston édesanyja. A katolikus, az anglikán és az ortodox egyház szentként tiszteli. A férjes asszonyok és anyák védőszentje. 
A 13. század körül kezdett elterjedni „Szent Mónika” kultusza, és május 4-én ünnepet tartottak a tiszteletére. 1430-ban V. Márton pápa elrendelte, hogy az ereklyéit vigyék Rómába. Állítólag sok csoda történt az úton, és Mónika kultusza határozottan kialakult.

## Élete
Az afrikai Thagastében született, keresztény berber családban. Gyerekkorában öreg szolgálójuktól tanulta az Isten iránti szeretetet, az önmérsékletet és a mértéktartást. 
Külsejéről nem maradt fenn leírás, azonban a Mónika berber eredetű név, így lehetséges, hogy színesbőrű volt.
Fiatalon feleségül adták a pogány Patriciushoz, akit hűtlensége és dühkitörései ellenére türelemmel szeretett és végül megtérített: férje a halálos ágyán megkeresztelkedett.
Mónika igyekezett gyermekeit, köztük Ágostont is Istenhez vezetni, de ő már fiatal korától kezdve kicsapongó életet élt. A filozófiát és retorikát tanult Ágostont nem érdekelte az egyszerű nyelven íródott Biblia tanítása, sőt 373-ban a keletről származó materialista világnézet, a manicheizmus követője lett. Mónika éveken keresztül imádkozott fia megtéréséért, de Ágostonra nem hatott: 383-ban otthagyta anyját és titokban Rómába utazott. Amikor Mónika megtudta, hogy fia eltávozott, teljesen kétségbeesett, „eszét vesztette a fájdalomtól”, de aztán megértette, hogy Isten más szerepet szánt neki a tervében: folytatta az imádkozást fia megtéréséért.
Amikor Mónika néhány év múlva fia keresésére indult, Milánóban találta meg, ahol Ágoston időközben Szent Ambrus püspök tanítványa lett, szakított a manicheusokkal és a keresztény tanítást kezdte el tanulni. 387 nagyszombatjának éjszakáján, április 25-én megkeresztelkedett és elhatározta, hogy visszatér Africa tartományba. Ezzel Mónika 14 évnyi szenvedése és imádkozása beteljesedett. Fiát nem tudta követni szülőhazájukba, mert a kikötővárosban, Ostiában megbetegedett és meghalt. Kívánságának megfelelően ott helyezték végső nyugalomra, a Szent Aurea-templomban. Viszont sírját ma a római Szent Ágoston templomban találhatjuk, a Navona téren.

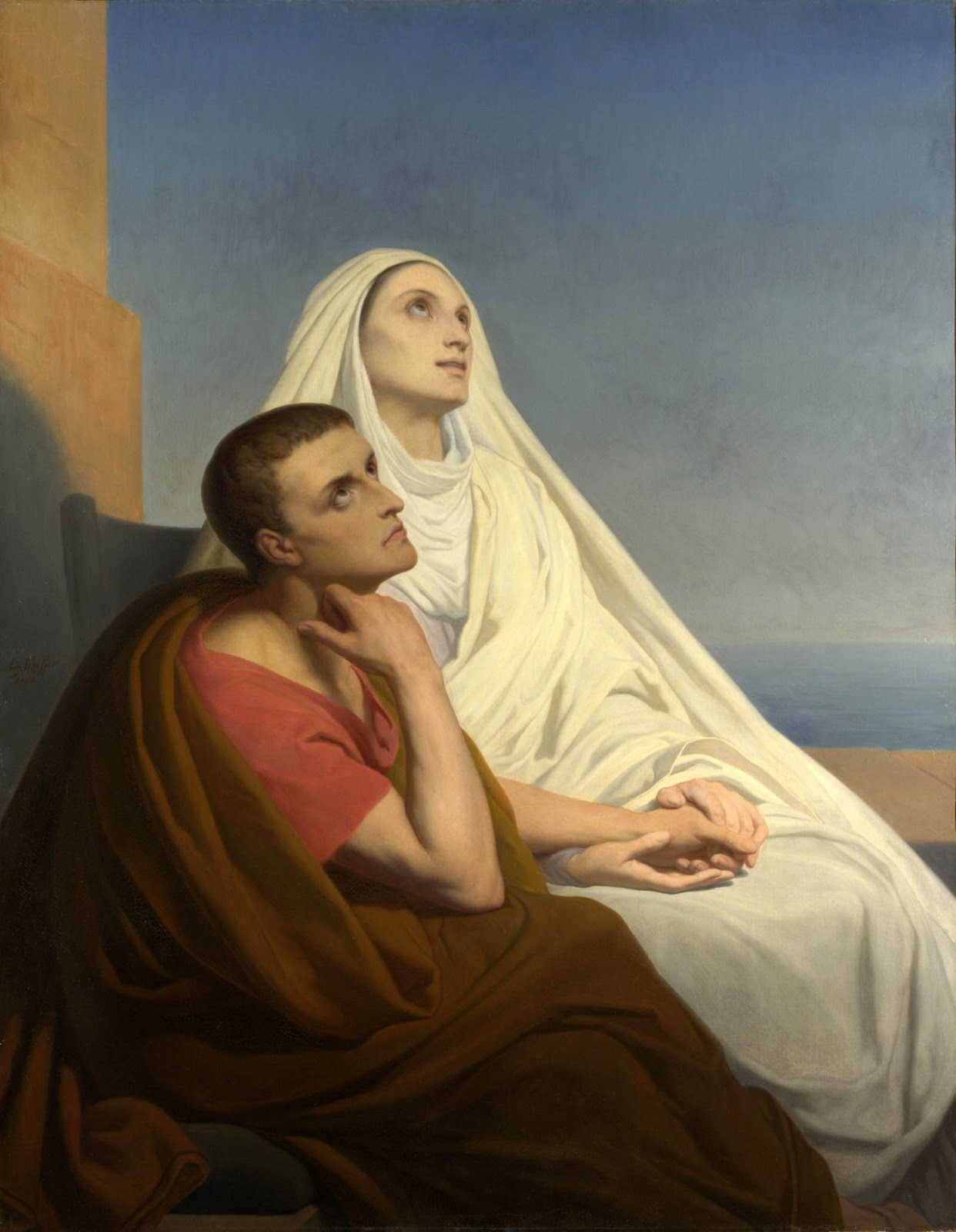
Szent Mónika és Ágoston

Szent Ágoston így fejezi be édesanyja történetét: 
Nyugodjék békében a férjével együtt, aki előtt és aki után nem volt más férje, akinek szolgált, s akiben megtermette a türelem gyümölcsét, mert őt is megnyerte, Uram, neked. Add, hogy mindnyájan, akik ezt olvassák, oltárodnál megemlékezzenek Mónikáról, a te szolgálódról, és vele együtt Patriciusról is, aki egykor az ő férje volt, s kinek testéből, nem tudom hogyan, engem is erre az életre vezéreltél. A jámbor lelkek emlékezzenek meg róluk, akik az én szüleim voltak ebben a mulandó világosságban, s akik most már belőled, az Atyából és a katolikus Anyából a testvéreim, és velem együtt a mennyei Jeruzsálem polgárai, ahová a te néped, a kivonulástól kezdve egész a megérkezésig oly forrón vágyakozik.

## Ünnepe
A 15. században kezdték el ünnepelni Szent Mónikát az ágostonos remeték, május 4-én, Ágoston megtérésének emléknapját megelőző napon. 1550 körül vették fel a római naptárba is az ünnepet, majd 1969-ben helyezték át a mai dátumra, augusztus 27-re, Szent Ágoston ünnepnapja elé.